# デイリー・コス
デイリー・コス（Daily Kos、デイリー・コウス）は、アメリカ合衆国の政治ブログ。ニュースと論説を、リベラルもしくは進歩的な立場から発信している。民主党を支持し、そこに影響を与えようとする複数のアクティビストたちのブログの集まりであり、読者からのコメント投稿による議論の場としても機能している。更に、政治についての百科事典などのコンテンツも充実している。米国の左翼系で最も有名で人気のある論説ウェブサイトの一つ。

## 歴史
デイリー・コスは2002年、Markos Moulitsasによって創設された。サイト名の一部であるKosは、Markosの名前の一部でもあり、彼が軍隊にいる間のあだなであった。2007年には、親会社Kos Media, LLC.は、若い進歩的な活動家の資金集めを助ける為のフェローシッププログラムを開始した。多くの寄稿者がデイリー・コスのために執筆しており、毎年３人から４人のエディターがデイリー・コスコミュニティ内から選出される。